# ایوستون (سافک)
ایوستون (به انگلیسی: Euston) یک روستا و محله مدنی در بریتانیا است که در St Edmundsbury واقع شده‌است. ایوستون ۱۳۰ نفر جمعیت دارد.